# Somatochlora hineana
Somatochlora hineana – gatunek ważki z rodziny szklarkowatych (Corduliidae). Występuje na terenie Ameryki Północnej.

## Charakterystyka
- Ubarwienie: mają jasnożółte boczne paski na klatce piersiowej, twarz jest koloru żółtego. Skrzydła u niektórych samic są zabarwione na brązowo. Jak u innych osobników ma wyraźne skrzydła i błyszczące zielone oczy;
- Wielkość: ten szmaragd ma długość od 2,3 do 2,5 cala;
- Sezon występowania: w Wisconsin występuje od końca czerwca do końca sierpnia;
- Siedlisko: ten osobnik ma ograniczony zasięg, ponadto część z jego miejsc jest zagrożone. Najczęściej można je spotkać we wschodnim Wisconsin, Michigan i kilku innych stanach na południu. Najlepszym dla nich środowiskiem są sezonowo suche torfowiska bagienne, zwłaszcza wiosenne wycieki nad wapiennym podłożem skalnym, najczęściej z wąskolistnymi pałkami lub turzycami[3].